# Renault Mégane III
La Renault Mégane III è la terza generazione della Renault Mégane, un'autovettura di fascia medio-bassa prodotta dal 2008 al 2016 dalla casa automobilistica francese Renault.

## Storia e profilo

### Debutto
Durante la seconda metà degli anni duemila, le vendite della seconda generazione della Mégane cominciarono a calare: chi era rimasto entusiasmato inizialmente dalle linee atipiche della vettura finì per abituarsi con il tempo, mentre i detrattori continuarono con le critiche negative nei confronti della vettura. Il presidente della Renault Carlos Ghosn, in carica dal 2005, giunse alla guida del colosso francese in un momento in cui il suo predecessore Louis Schweitzer aveva già fatto avviare da un anno il progetto B95, relativo alla terza generazione della segmento C francese. Ma a tale riguardo, Ghosn preferì distaccarsi da quelli che furono a suo tempo gli orientamenti di Schweitzer, più propenso alle soluzioni originali, ed impostare il progetto secondo quelle che erano le esigenze reali della potenziale clientela, lasciando invece meno spazio agli slanci creativi troppo audaci. Oltre a distaccarsi dalla filosofia di Schweitzer, Ghosn dovette anche convincere il responsabile del design Renault di quegli anni, Patrick Le Quément, a fare altrettanto. Anche Le Quément, infatti, era un designer assai estroso, capace di tirar fuori dal cilindro soluzioni molto particolari, a volte coronate da successo (come ad esempio la prima generazione della Twingo o la stessa Mégane II) ed altre volte decisamente meno fortunate (basti considerare i modelli Vel Satis ed Avantime). Questo ricorso alla prudenza fu necessario per consentire al nuovo modello di imporsi sulle dirette rivali (Opel Astra e Volkswagen Golf in primis, ma anche la prima generazione della Peugeot 308 che avrebbe visto la luce già prima del debutto della compatta Renault), ma anche per raccogliere maggiori consensi, e soprattutto più uniformi, senza originare cioè una spaccatura all'interno della potenziale clientela tra sostenitori e detrattori. Il progetto B95 fu portato avanti a partire dal 2006 dal Technocentre Renault, ossia un centro di progettazione e sviluppo costruito già nel 1998 a circa 20 km da Parigi, e che sfruttava già in quei primi anni del nuovo secolo tecnologie avveniristiche come la simulazione della prestazioni in realtà virtuale.
Sempre nel 2006 apparvero i primi rendering grafici diffusi dalla stampa specializzata, mentre quasi un anno dopo le principali testate automobilistiche cominciarono a pubblicare quelle che sarebbero state le forme quasi definitive della vettura. Ma stavolta la spaccatura avvenne all'interno del quartier generale della Renault, dove i responsabili del progetto e gli alti papaveri del colosso francese, erano divisi tra chi era fiducioso nella nuova vettura e chi rimaneva perplesso per le forme meno audaci della carrozzeria.
Successivamente fu reso noto anche il fatto che la nuova generazione della Mégane avrebbe visto il ritorno di una variante con carrozzeria coupé. Per sottolineare questo aspetto, nel marzo 2008, al Salone di Ginevra, fu esposta la concept car Mégane Coupé, una vettura che prefigurava le linee della futura sportiva di Casa Renault, sebbene molti particolari fossero ancora lontani dalla configurazione definitiva. Non fu prevista, invece, la più classica variante a tre volumi, per rimpiazzare la quale i vertici Renault avevano già in mente un progetto alternativo, volto alla realizzazione di una vettura ad emissioni zero. Tale progetto sfocerà poi con il lancio della Renault Fluence, proposta in alcuni mercati anche con motori a combustione interna. Ma questa è un'altra storia: tornando alla terza generazione della Mégane, vennero nel frattempo realizzati centinaia di prototipi sotto posti a test massacranti nelle più avverse condizioni meteorologiche, dal gelo delle strade lapponi al caldo cocente delle polverose strade turche.
Il lancio della vettura avvenne al Salone di Parigi, dove furono esposte sia la berlina a 5 porte e a due volumi, sia la più sportiva Mégane Coupé stavolta in versione definitiva. Subito dopo la presentazione al pubblico fu avviata la commercializzazione della sola versione con carrozzeria berlina a 5 porte. La vettura definitiva cominciò così la sua carriera al termine di un progetto costato 1.8 miliardi di euro, una cifra notevole, ma comunque ridotta del 30% rispetto ai costi del progetto che a suo tempo originò la seconda generazione della Mégane.

#### Design esterno ed interno
Il disegno del corpo vettura della Mégane II fu affidato ad un'équipe diretta dall'italiano Fabio Filippini, un collaboratore di LeQuément, da qualche tempo responsabile per il design delle Renault di fascia media. Già dal primo impatto visivo, la terza generazione della Mégane rivelava, specie nella versione berlina, un approccio meno ardito al design, proponendo linee più conservatrici rispetto a quelle della corrispondente versione 5 porte della generazione uscente. La nuova generazione della berlina Renault di segmento C si presentò alla kermesse parigina con linee più tondeggianti di quelle della vecchia Mégane, anche se non mancarono alcuni elementi dal disegno spigoloso, elementi voluti appositamente per non scadere nella banalità e conferire maggior family feeling alla vettura. Il frontale, liscio e privo di calandra, era caratterizzato da gruppi ottici il cui disegno tagliato nella parte inferiore riprendeva il tema di quelli proposti un anno prima nella terza generazione della Laguna. Sempre nella zona anteriore erano caratteristiche le due nervature longitudinali che correvano ai lati del cofano motore convergendo verso il logo situato sul muso della vettura e conferendo un disegno concavo all'intero lamierato. La vista laterale della Mégane III era quella che mostrava maggiormente l'orientamento conservatore nell'impostazione del design del corpo vettura. Qui era quasi del tutto assente qualsiasi guizzo di estrosità stilistica: l'unica novità di un certo rilievo stava nell'andamento della linea di cintura, che sale verso la parte posteriore del corpo vettura, mentre nella vecchia Mégane rimaneva quasi del tutto parallela al piano stradale. Presenti anche dei fascioni paracolpi integrati nelle portiere, mentre era appena percettibile una nervatura che partiva dalla sommità del passaruota anteriore e passando sopra le due maniglie porta disegnava una linea che terminava in corrispondenza del vertice dei fari posteriori. Questi ultimi costituivano la parte più caratteristica della coda della berlina a 5 porte: erano di forma ellissoidale, ma con la parte superiore a doppia punta. Il lunotto è più ampio che nella precedente generazione.

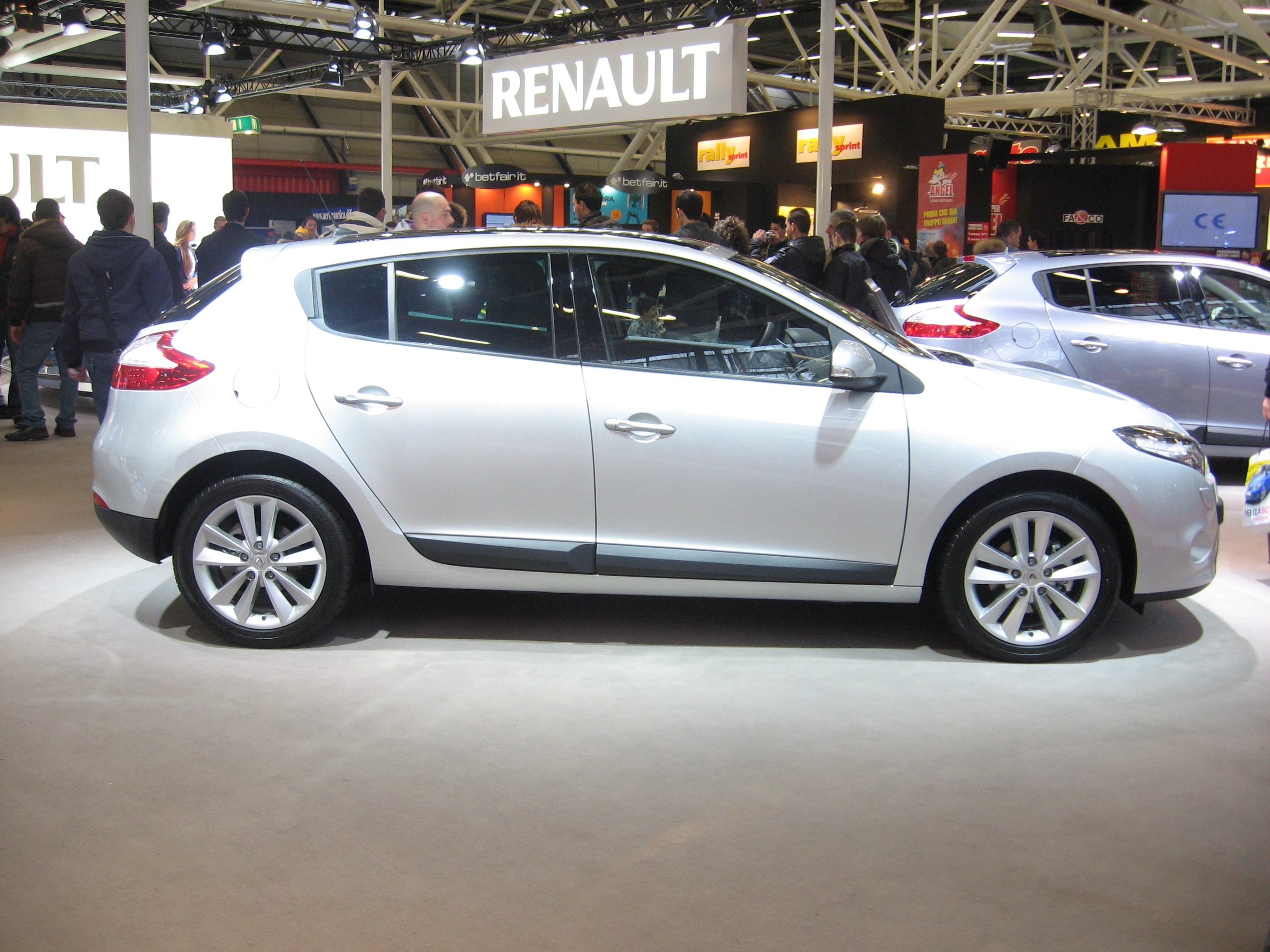
Vista laterale della Renault Mégane III berlina 2 volumi.

L'abitacolo della Mégane III è spazioso all'incirca come quello della vecchia Mégane II nonostante l'aumento del corpo vettura di 9 cm (a cui corrisponde una massa a vuoto ridotta di 8 kg), visto che la misura del passo è rimasta pressoché invariata (solo un centimetro in più). Il posto guida fa invece tesoro di alcuni elementi provenienti dall'apprezzata Coupé Concept, come le linee curve utilizzate per il disegno del gruppo plancia-cruscotto. Quest'ultimo è costituito da un mix di strumenti analogici (il contagiri) e digitali (tachimetro e display con informazioni supplementari), ma anche di forme differenti tondi il tachimetro ed il contagiri, rettangolare il display). La plancia era anch'essa di disegno semplice con comandi raggruppati in maniera razionale ed ordinata senza eccessi di alcun genere. A dominare la plancia è un display digitale, mentre più in basso si trovano le bocchette d'aerazione, i comandi per la climatizzazione ed ancora sotto trova posto il lettore CD con relativi comandi. Nel complesso, l'assenza di pannelli sovraffollati di tasti e spie rende il posto guida piuttosto minimalista nello stile: anche qui si è scelto di dare spazio alla semplicità in luogo dell'originalità. Se l'abitabilità anteriore è di buon livello, quella posteriore lo è un po' meno a causa dell'andamento discendente del padiglione, che crea qualche problema per le persone di statura più alta. Dove invece la vettura si dimostrava superiore alla concorrenza presente al momento del suo debutto è nella capacità del bagagliaio, pari a 405 litri ampliabili a 1.162 mediante l'abbattimento dello schienale posteriore. Oltre all'ampio bagagliaio, la Mégane III dispone comunque di numerosi vani portaoggetti sparsi in vari punti dell'abitacolo, una scelta necessaria per aumentare il livello di praticità della vettura e porla in concorrenza con modelli concorrenti che della praticità hanno fatto il proprio credo, come ad esempio l'Opel Astra, giunta a quel punto quasi al termine della carriera della propria terza generazione e che di lì ad un anno avrebbe presentato la quarta.

#### Struttura, meccanica e motori
Dal punto di vista della base meccanica, la Mégane III non propone alcunché di nuovo, dal momento che il pianale è un aggiornamento di quello già utilizzato per la Mégane II. A partire da tale piattaforma sono state apportate migliorie al comparto sospensioni per rendere la guida più precisa e briosa. L'avantreno conserva la tradizionale architettura di tipo MacPherson mentre il retrotreno è a ruote interconnesse con braccio longitudinale. Su entrambi gli assi sono presenti molle elicoidali ed ammortizzatori idraulici telescopici. L'impianto frenante è a quattro dischi, dei quali quelli anteriori sono autoventilanti, mentre lo sterzo è a cremagliera con nuovo servocomando elettrico.
Al suo debutto la Mégane III era disponibile in sei motorizzazioni, due a benzina, una bi-fuel benzina/GPL e tre a gasolio:
- 1.6 16v: motore a benzina da 1598 cm³, con potenza massima di 110 CV;
- 1.6 16v GPL: motore bi-fuel benzina/GPL da 1598 cm³ con potenza massima di 105 CV;
- 2.0 16v: motore a benzina da 1997 cm³ con potenza massima di 140 CV;
- 1.5 dCi: motore turbodiesel common rail da 1461 cm³ e disponibile in due livelli di potenza, 90 e 110 CV;
- 1.9 dCi: motore turbodiesel common rail da 1870 cm³ con potenza massima di 130 CV.

Ben tre erano le varianti di cambio previste all'inizio della carriera della Mégane III: la 1.5 dCi da 90 CV era l'unica a montare un cambio manuale a 5 marce, mentre la versione 2.0 16v era abbinata ad un cambio CVT a variazione continua. Le restanti motorizzazioni erano invece proposte in abbinamento ad un cambio manuale a 6 marce.

### Evoluzione

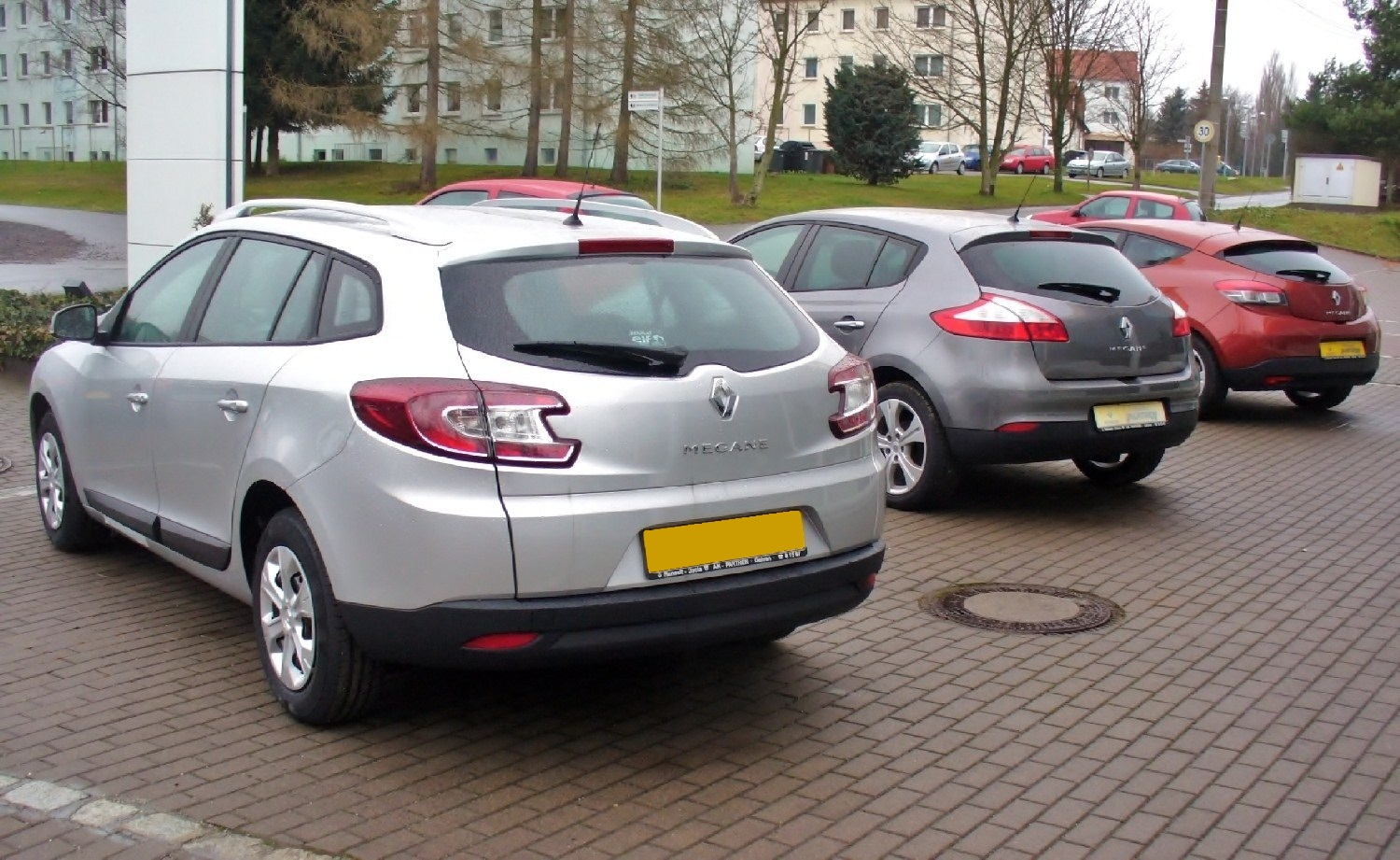
Nel corso del primo anno di commercializzazione, la gamma della Mégane III si moltiplicò nelle varianti Coupé e SporTour (cioè la versione familiare)

La Mégane III fu commercializzata in tre varianti di allestimento: l'allestimento base, (1.6 16v a benzina oppure bi-fuel e 1.5 dCi da 90 CV), l'allestimento Dynamique (per tutte le motorizzazioni tranne il 1.5 dCi da 90 CV) e l'allestimento Luxe (previsto per il 2 litri a benzina ed i motori a gasolio tranne il 1.5 dCi da 90 CV).
All'inizio del 2009, alla berlina a 5 porte venne affiancata la versione coupé dopo alcuni mesi di attesa (fu infatti presentata assieme alla berlina). L'arrivo della versione a 3 porte coincise con il debutto del nuovo motore 1.4 TCe da 130 CV, che venne proposto anche nella versione berlina.  Nello stesso anno fece il suo esordio anche il 2 litri TCe da 180 CV, mentre tra la fine del 2009 e l'inizio del 2010 si ebbe l'arrivo del 2 litri dCi proposto in due varianti di potenza: 160 CV se con cambio manuale e 150 CV se si optava per il cambio automatico Proactive a 6 rapporti. Sempre nel 2009 l'allestimento di base venne ribattezzato Confort.
Per gli appassionati di auto sportive, il 2009 vide anche l'arrivo della versione di punta, basata unicamente sulla versione e spinta da un potente 2 litri a benzina sovralimentato da 250 CV. Tale versione fu destinata a sostituire la vecchia Mégane RS, della quale riprese denominazione e sigla. Questa fu la maggiore tra le novità del 2009 per la Mégane III. Ed ancora, il 2009 vide l'arrivo della Mégane funzionante a bioetanolo ed equipaggiata con il 1.6 16v da 110 CV.
Nel 2010 non si ebbero novità di sorta, a parte, come già menzionato, l'arrivo del 2 litri a gasolio nei mercati dove non era ancora giunto l'anno precedente. Un altro aggiornamento abbastanza significativo stava nell'arrivo dell'allestimento GT Line, riservato ai motori 2.0 TCe da 180 CV e 2.0 dCi da 160 CV. Tale allestimento prevedeva innanzitutto un telaio con tarature sportive, e quindi con assetto ribassato di 12 mm. In pratica si trattava dello stesso telaio utilizzato nelle versioni coupé. Tra le altre caratteristiche di questo allestimento vi furono anche i paraurti dal disegno specifico.

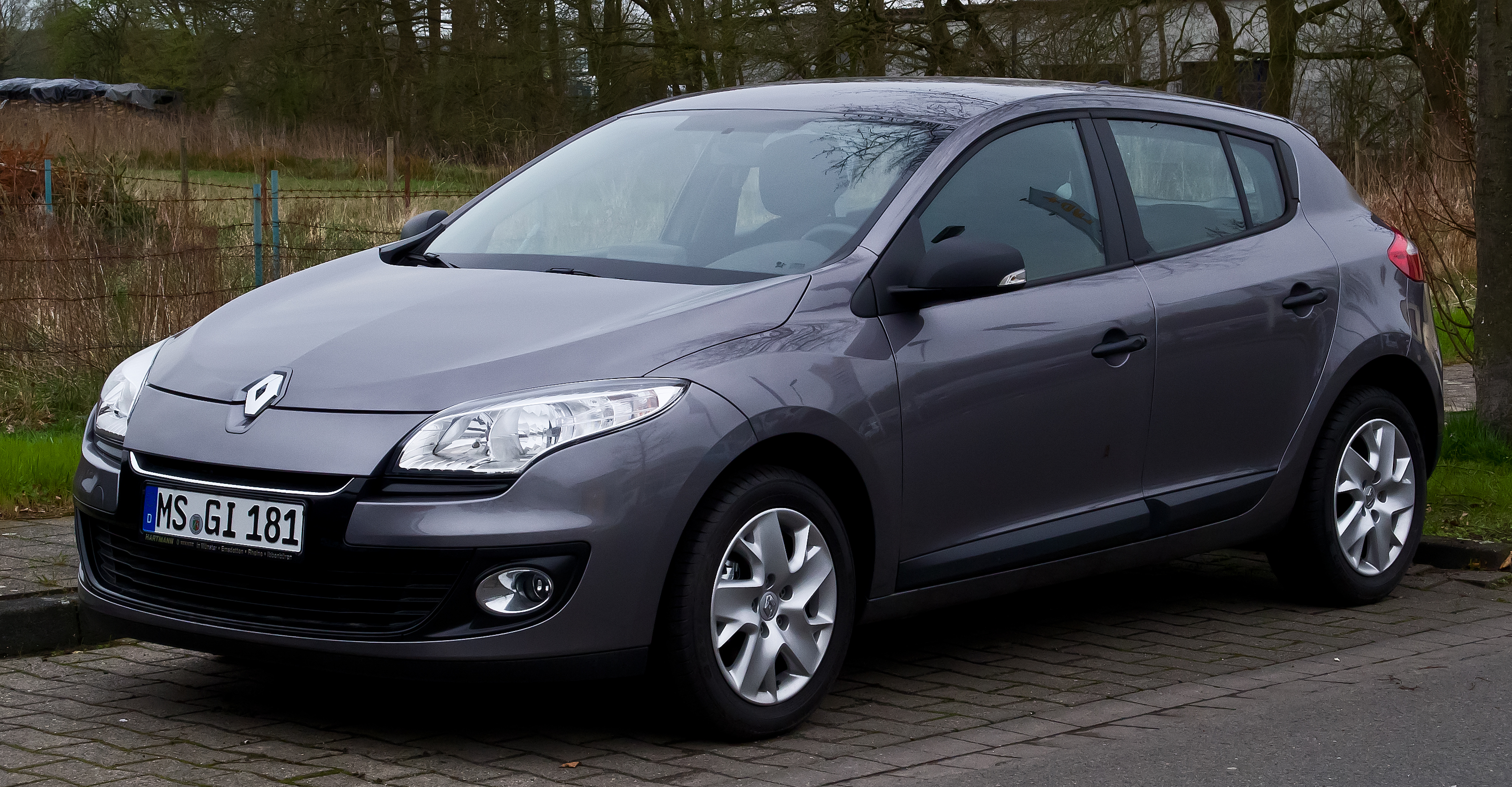
Una Mégane III dopo il restyling del 2012

L'unica novità avutasi invece nel 2011 fu la scomparsa da alcuni listini europei della versione 1.6 (ma non dal listino italiano, ad esempio, dove tale motore continuò ad essere presente), il cui motore risultava piuttosto datato come concezione. L'eliminazione di tale motorizzazione avvenne verso la fine dell'anno, in vista dell'entrata in gamma del 1.2 TCe da 115 CV, previsto per l'anno seguente. Ed infatti, ecco che nel marzo del 2012 la gamma subì importanti aggiornamenti: prima di tutto si ebbe un restyling, per la verità piuttosto lieve, e che interessò nel frontale i gruppi ottici, lievemente ridisegnati nella parte inferiore (presente una sorta di "scalino" tra il faro ed il paraurti), ed il paraurti la cui "bocca" andò ad inglobare le luci fendinebbia. I fari anteriori, poi, integrarono la tecnologia a led (assente però nelle versioni di base). Tra le novità motoristiche più interessanti vanno segnalati l'arrivo del già citato 1.2 TCe da 115 CV, un motore che in molti Paesi andò a raccogliere l'eredità del 1.6 16v aspirato. Quanto alla zona alta della gamma, il 2 litri TCe passò da 180 a 190 CV in alcuni mercati, mentre in altri continuò ad essere proposto con il livello di potenza inferiore. Inoltre, tra i diesel si ebbe l'arrivo del 1.6 dCi, appartenente alla sottofamiglia di motori Energy, caratterizzato da bassissimi consumi ed emissioni. Tale motore, della potenza massima di 130 CV, andò a sostituire il vecchio 1.9 dCi di pari cavalleria e si affiancò al più piccolo 1.5 dCi. Quest'ultimo, dal canto suo, ricevette a sua volta importanti aggiornamenti, tali da farlo rientrare anch'esso nella fascia dei motori Energy. Anche in questa sua nuova configurazione, il 1.5 dCi fu proposto con potenze di 90 e 110 CV. La variante più potente poteva essere equipaggiata, a richiesta, con un cambio EDC a doppia frizione. I tre nuovi motori che debuttarono in occasione del restyling vennero equipaggiati di serie con il sistema Stop&Start. Quanto agli allestimenti, il restyling fu l'occasione per rivederli tutti e perciò, accanto al già citato GT Line, opportunamente rivisto in chiave ancora più sportiveggiante, debuttarono gli allestimenti Wave (di base) e Bose (equipaggiato con un impianto hi-fi prodotto dal marchio omonimo).

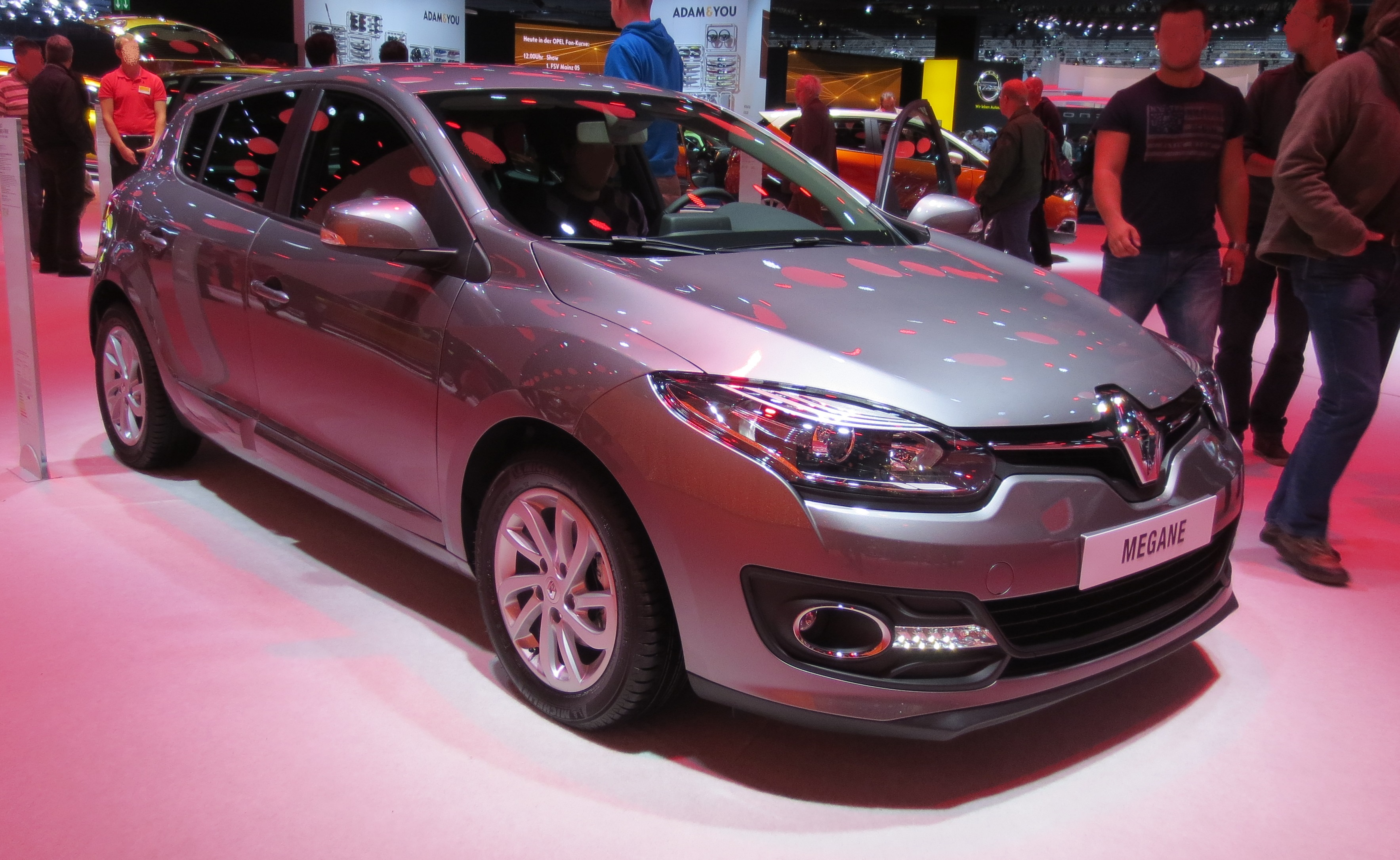
Una Mégane III dopo il secondo restyling di fine 2013

Nel 2013 la versione 1.6 venne proposta, nei mercati ove ancora prevista, solo in configurazione bi-fuel, mentre la variante a benzina scomparve definitivamente. Contemporaneamente il 2.0 dCi è stato oggetto di una lieve rivisitazione che ha visto la sua potenza massima crescere da 160 a 163 CV. Nel mese di settembre al Salone di Francoforte è stato presentato in anteprima mondiale il secondo restyling della carriera commerciale della Mégane III. Stavolta l'aggiornamento estetico è stato più marcato che non quello di un anno e mezzo prima: il frontale ha visto infatti l'arrivo di una calandra inedita, non più quasi impercettibile come in precedenza ma uniformata al nuovo corso stilistico della Casa francese, voluto dal capo del design Renault Laurens van den Acker. Pertanto, la calandra è costituita a questo punto da due "baffi" neri che si allargano nella zona centrale per ospitare il logo della Renault, debitamente ingigantito rispetto a prima. Anche i gruppi ottici anteriori sono stati oggetto di ridisegnamento, divenendo più schiacciati e dall'aspetto più aggressivo. Anche il paraurti anteriore è stato profondamente aggiornato ed integra a questo punto le luci a led. Gli allestimenti hanno previsto un arricchimento della dotazione tecnologica, ed in particolare ha fatto il suo debutto nella Mégane il sistema di infotainment R-Link. Per quanto riguarda la gamma motori, le novità principali stanno nell'arrivo del nuovo 1.2 TCe da 131 CV, che sostituisce il vecchio 1.4 TCe di pari potenza ed affianca l'altro 1.2 TCe da 116 CV. Inoltre, per alcuni mercati continua a sopravvivere il 1.6 aspirato da 110 CV, mentre i motori a benzina di cilindrata superiore spariscono tutti dal listino (tranne il 2 litri della RS, previsto comunque sempre e solo per la coupé). Sul fronte dei diesel, le novità si limitano al 1.5 dCi di base salito da 90 a 95 CV. Pur essendo stato presentato nell'autunno del 2013 a Francoforte, tale modello costituisce il cosiddetto MY 2014, perciò il suo debutto è stato fissato per l'inizio del 2014. Ed infatti ecco che la Mégane III così aggiornata comincia a fare capolino nei listini europei proprio nei primi giorni dell'anno nuovo.
Un anno dopo la gamma si arricchisce con una nuova versione, ma destinata unicamente al mercato britannico: la GT220. Questa versione va ad inserirsi immediatamente sotto la RS e monta il 2 litri turbo da 220 CV utilizzato fino a quel momento solo per una variante SW destinata solo ad alcuni mercati europei. Ma la GT220 è disponibile con carrozzerie di tipo berlina, coupé e station wagon.
Al Salone di Francoforte del 2015 è stata presentata la quarta generazione della Mégane che sarà disponibile nei primi mesi del 2016. Ciò ha coinciso con l'uscita dai listini della versione berlina, avvenuta nel mese di gennaio, anche se la produzione era cessata già nel corso dell'autunno del 2015. Nel corso dell'estate è la versione Sportour a non venire più commercializzata, lasciando solo alla coupé il compito di continuare a rappresentare la terza generazione della Mégane nei mesi successivi.

#### La Mégane Coupé
Presentata al Salone di Parigi del 2008, la Mégane Coupé è stata introdotta nei listini europei a partire dal mese di febbraio del 2009. L'introduzione della Mégane Coupé nel mercato sancì un ritorno della Casa francese nel settore delle coupé compatte, dal quale mancava da cinque anni, vale a dire da quando nel 2003 uscì di listino la Mégane Coach, derivata dalla prima generazione della Mégane.
La variante più sportiva della gamma è stata anticipata al Salone di Ginevra del 2008 dalla concept Mégane Coupé, la quale ebbe un clamoroso successo. In ragione di ciò, rispetto a tale concept car sono stati ripresi numerosi temi stilistici, primo fra tutti il disegno generale del corpo vettura, decisamente più grintoso, specie nella zona posteriore, dove si ha la caratterizzazione più evidente nell'andamento curvilineo del padiglione. Più in dettaglio, la parte frontale evidenzia già alcune differenze con la berlina a 5 porte ed alcuni punti in comune con la Coupé Concept. Tra queste va sicuramente ricordato il disegno del paraurti, dotato di aggressive prese d'aria di forma triangolare, riprese pari pari da quelle della concept e che distaccano sensibilmente il paraurti della coupé da quello della berlina. Invariato il cofano motore con le due "creste" laterali, mentre la fiancata mostra, oltre al già citato andamento del padiglione, anche la particolare finestratura nella zona posteriore, di dimensioni ridotte e a forma di triangolo. La coda è invece la parte che conserva meno particolari rispetto alla concept e risulta del tutto inedito rispetto alla berlina: qui cambiano i fari posteriori, di forma quadrangolare ma con i lati superiori curvilinei anziché dritti. Sono assenti dal disegno dei fari le due punte rivolte verso l'alto, presenti invece nella berlina. Il lunotto è di forma semicircolare e segue nel suo disegno convesso la linea bombata del portellone del bagagliaio, il quale dà accesso ad un vano bagagli di capacità ridotta rispetto alla berlina (da 405 litri si scende a 377, e si scende da 1.162 a 991 litri con lo schienale abbassato). L'abitacolo propone un mix tra i caratteri tipici della berlina a 5 porte ed alcune caratteristiche inedite, maggiormente votate alla sportività. Tra queste caratteristiche va ricordata la posizione di guida più bassa ed i sedili dalla sagomatura più avvolgente. Rimanendo nell'ambito dell'abitacolo, la zona posteriore offre più spazio rispetto alla concorrenza.
Meccanicamente la Mégane Coupé riprende quasi per intero quanto già proposto dalla berlina. La differenza più sostanziale sta nel ribassamento dell'assetto di 12 mm, una taratura specifica per la sola coupé e riproposta in seguito nelle versioni berlina e Sportour con allestimento GT Line. Al suo debutto la Mégane Coupé è stata proposta quasi nelle stesse motorizzazioni della berlina, ma con in più il nuovo 1.4 TCe, un motore derivato dalla produzione motoristica della Nissan. Tale motore, della cilindrata di 1397 cm³ e sovralimentato mediante turbocompressore, eroga una potenza massima di 130 CV. Lo stesso valore di cilindrata, 1397 cm³, è un omaggio alla cilindrata di uno dei 1.4 Renault più amati di sempre, ossia quello che, sempre in versione turbo, spingeva negli anni ottanta l'indimenticata Supercinque GT Turbo. Un altro motore che vide il suo debutto con l'avvento della Coupé fu il 2 litri turbo da 180 CV. Entrambi i motori appena citati verranno comunque estesi anche alle altre varianti di carrozzeria della Mégane III. Fra le differenze tra la gamma motoristica della coupé con quella della berlina, la gamma della versione a 3 porte manca del 1.6 bi-fuel da 105 CV e del 1.5 dCi da 90 CV, mentre è prevista la stessa motorizzazione, ma con potenza di 110 CV.

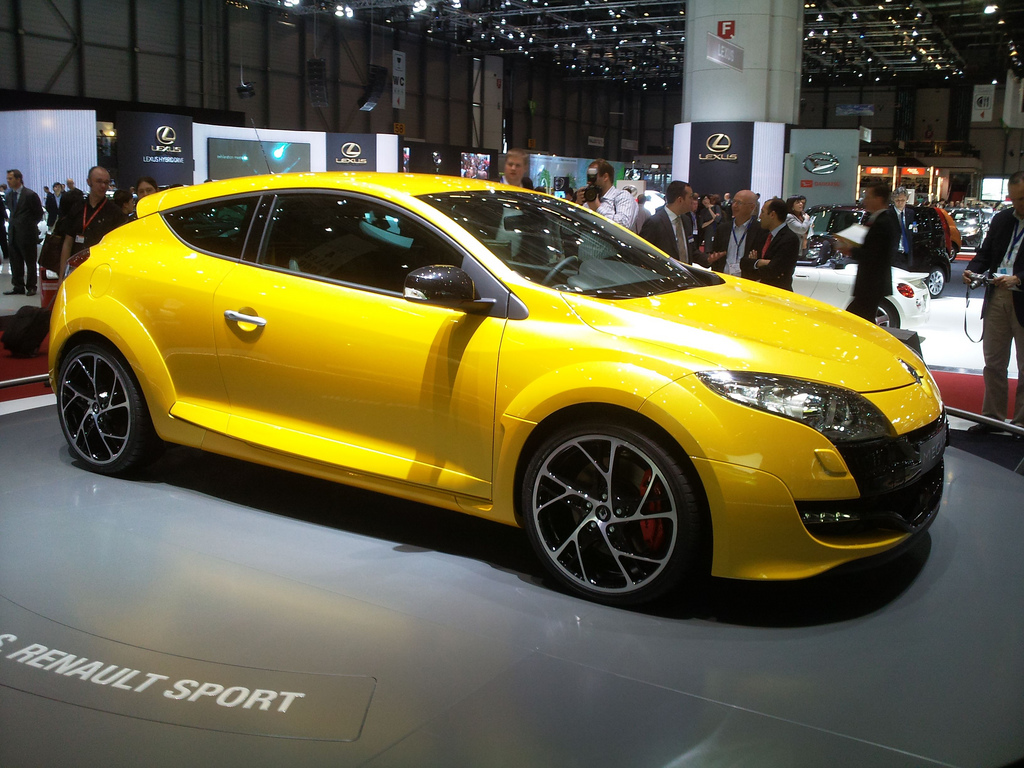
Una Mégane RS

La carriera commerciale della Mégane Coupé cominciò quasi in concomitanza con l'apertura del salone di Ginevra del 2009: alla manifestazione elvetica venne presentata la variante sportiva top di gamma, ossia la Mégane RS, destinata a raccogliere il testimone dell'omonima versione sportiva basata sulla seconda generazione della Mégane. La RS su base Mégane III ha ereditato il motore da 2 litri della precedente RS, ma ulteriormente elaborato ed affinato in maniera tale da raggiungere 250 CV di potenza massima. Quanto alla meccanica telaistica, essa è stata adeguata alle nuove prestazioni ed ottimizzata al fine di permettere anche un utilizzo sportivo su pista. L'avantreno è un'evoluzione in chiave sportiva del concetto di MacPherson, una soluzione che si rifà allo schema Super Strut Toyota, adottato negli anni novanta dalla Toyota per alcuni suoi modelli sportivi. Lo schema permette di ottenere una forte riduzione delle masse non sospese grazie al fatto che a sterzare viene lasciato solo il gruppo portamozzo-disco-pinza, con conseguente aumento della reattività della vettura nelle curve. Alla diminuzione delle masse non sospese contribuisce anche il fatto che gran parte delle componenti è realizzata in alluminio. Quanto al retrotreno, esso presenta uno schema meno elaborato e più simile a quello delle altre Mégane, da cui differisce per i valori degli angoli caratteristici. Più in generale, oltre ad avere un gruppo sospensioni più leggero, l'assetto è stato anche abbassato ed irrigidito, facendo uso di molle più rigide e barre antirollio maggiorate. Quanto detto per la meccanica delle sospensioni vale solo per il telaio di serie. Infatti, a richiesta era disponibile un telaio Cup, ancora più estremo, il quale prevedeva tra l'altro molle ancor più rigide di quelle della RS di serie e barre antirollio di diametro ancora superiore. Quanto all'impianto frenante esso si avvaleva di quattro dischi, dei quali quelli anteriori erano da 340 mm di diametro e corredati da pinze Brembo a quattro pompanti. I dischi posteriori erano invece da 290 mm e contavano su pinze flottanti. Il già citato telaio Cup prevedeva però dischi anteriori baffati per un maggior smaltimento del calore e delle polveri di guarnizione d'attrito. Infine, anche lo sterzo era stato aggiornato mediante una ritaratura del servocomando elettrico. La trasmissione prevedeva un normale cambio a 6 marce, simile a quello della altre Mégane, ma con revisione dei leveraggi, atta a migliorare la rapidità di innesto delle marce. 
Esternamente la Mégane RS si riconosce anteriormente per il nuovo paraurti dal disegno specifico e con spoiler integrato: mancano in particolare le prese d'aria triangolari presenti invece nelle altre Mégane Coupé, ma è presente una nuova mascherina nera. Lateralmente sono invece presenti passaruota maggiorati, mentre in coda spicca il grosso terminale di scarico in posizione centrale.

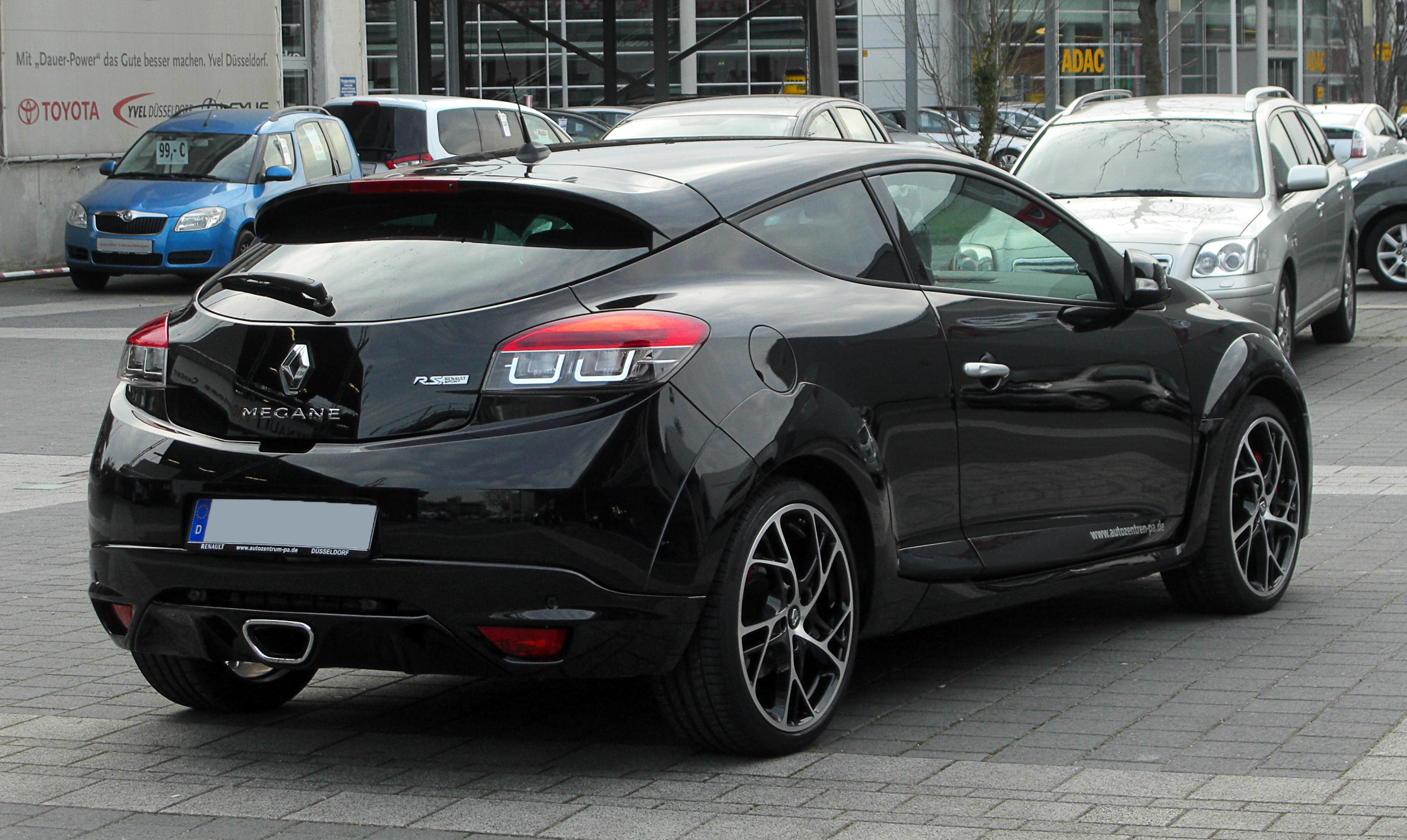
Vista posteriore di una Mégane RS

La Mégane RS è stata in pratica l'unico modello che avrebbe conosciuto degli aggiornamenti durante la carriera commerciale della Coupé. Restyling a parte, che sono stati seguiti anche dalla versione a tre porte, non vi sarebbero state novità motoristiche particolari, che ne differenziassero gli step evolutivi rispetto alla berlina. Quanto invece alla RS, nel giugno 2011 alla versione normale si aggiunse la RS Trophy, caratterizzata dalla presenza del telaio Cup di serie e dal motore che beneficiò di una rivisitazione, in maniera tale da raggiungere 265 CV di potenza massima.
Il restyling del 2012 vide la RS Trophy scomparire dai listini, ma la sua eredità venne lasciata alla RS normale, la quale ottenne le qualità telaistiche e la potenza della versione più corsaiola. Ma due anni più tardi, nel 2014, la Casa della Losanga ha introdotto una edizione a tiratura limitata della RS: denominata RS Trophy 275, questa variante è caratterizzata dal motore che, come dice la stessa denominazione, è stato portato ad una potenza massima di 275 CV. La RS Trophy 275 sfrutta anch'essa il telaio Cup della precedente Trophy, ma stavolta monta nuovo ammortizzatori e specifici pneumatici semi-slick. Esternamente questa edizione limitata si riconosce per le bande oblique nella zona posteriore della fiancata, ma anche per i cerchi in lega da 19 pollici dal disegno specifico. Inizialmente prevista solo per alcuni mercati, (Francia, Gran Bretagna ed Australia), giungerà in Italia solo in un secondo momento.
Con la presentazione della quarta generazione della Mégane al Salone di Francoforte del 2015 la Mégane Coupé rimane ancora in produzione. Questa sarà l'ultima generazione della Mégane Coupé perché la quarta generazione non sarà riproposta nella versione a tre porte. Alla fine del 2015, l'unica RS rimasta in listino sarà quella con motore da 275 CV , che rinuncerà alla denominazione Trophy per chiamarsi semplicemente RS. La Mégane Coupé rimarrà l'ultima Mégane III ad abbandonare i listini: ciò avverrà nel mese di ottobre del 2016. Da due mesi era ormai l'unica Mégane III ancora presente in gamma, praticamente solo per smaltire le scorte giacenti.

#### La Mégane SporTour

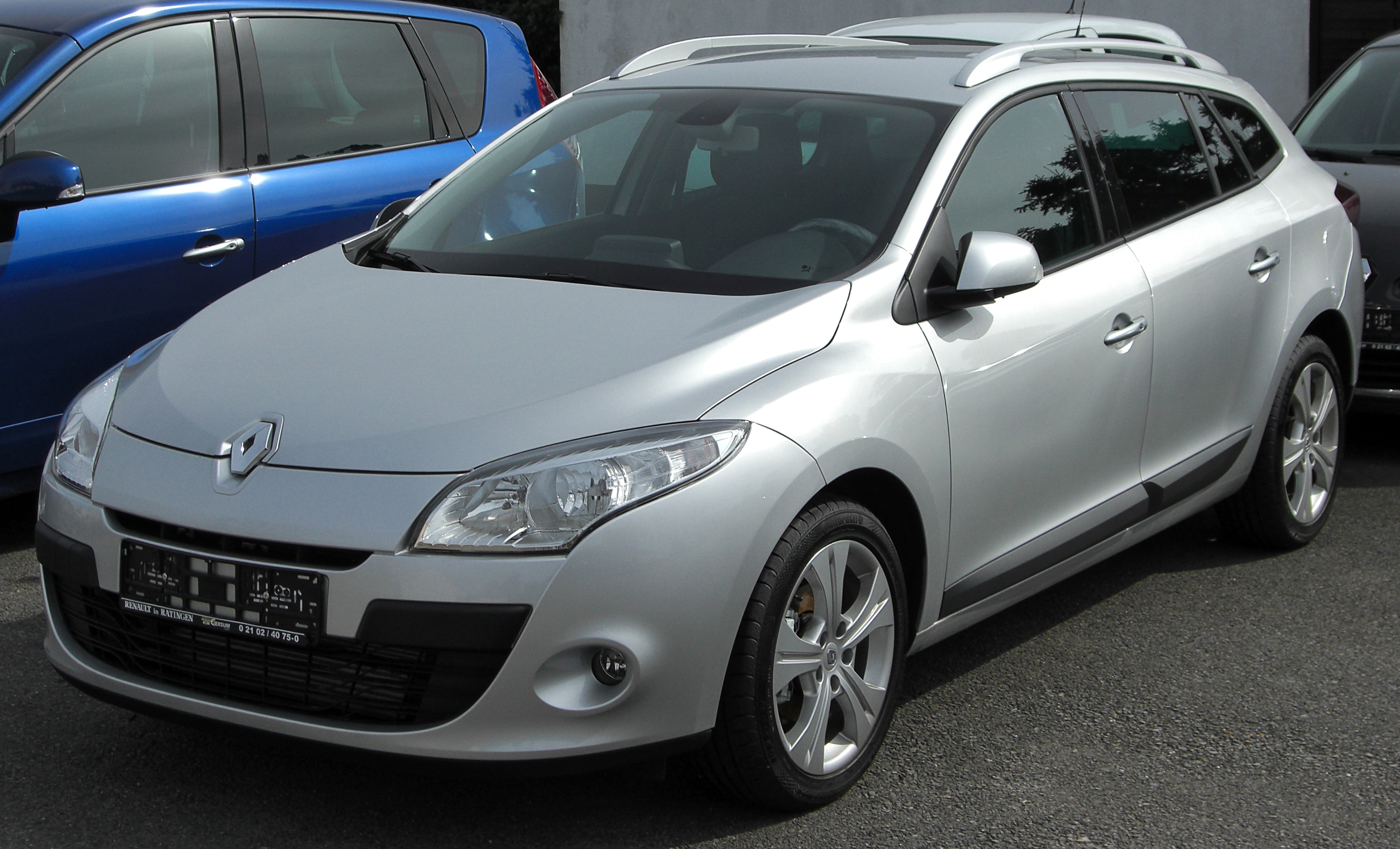
Una Mégane Sportour

Introdotta nel giugno 2009, alcuni mesi dopo la Coupé, la Mégane SporaTour (oppure GrandTour o Estate a seconda dei mercati) rappresentò la versione station wagon della Mégane III, una delle versioni più importanti dal punto di vista commerciale. Come nel caso della vecchia giardinetta, anche in questo caso si utilizzò una versione allungata del pianale della versione berlina. Qui il passo è stato allungato di 6.2 cm per poter ottenere una maggior abitabilità interna. Meccanicamente le sospensioni hanno beneficiato di una taratura specifica e componenti ad hoc. È il caso, per esempio, delle molle posteriori più rigide e della barra antirollio anteriore, di maggior diametro rispetto alla berlina.
Esternamente la Sportour si differenzia essenzialmente nella coda ridisegnata in funzione di una maggiore capienza del vano bagagli e nei gruppi ottici posteriori dal nuovo disegno a C. La volumetria interna del bagagliaio cresce fino a 524 litri, che possono crescere fino a 1600 abbattendo lo schienale.
Al suo debutto, la Sportour venne proposta in quasi tutte le motorizzazioni previste per la berlina, ad eccezione del 2 litri dCi da 160 CV e del 1.6 a GPL. Nel corso degli anni la wagon francese si è uniformata ai restyling che hanno interessato anche le altre versioni. L'unica differenza significativa si è avuta in occasione del primo restyling, quando la gamma si è arricchita con l'arrivo di una nuova variante del 2 litri TCe, portata fino a 220 CV di potenza massima. Tale motorizzazione, specifica per la sola station wagon, è prevista però solo in alcuni mercati, tra cui non figura quello italiano.
Con la presentazione della quarta generazione della Mégane l'attuale generazione si appresta a uscire dai listini, principalmente la berlina, mentre la SW e la Coupé, pur con una gamma motori ridotta, rimarranno nei listini per alcuni mesi in attesa della presentazione e messa in vendita della prima (che si chiamerà Sporter) mentre la seconda non sarà riproposta.

#### La Mégane CC

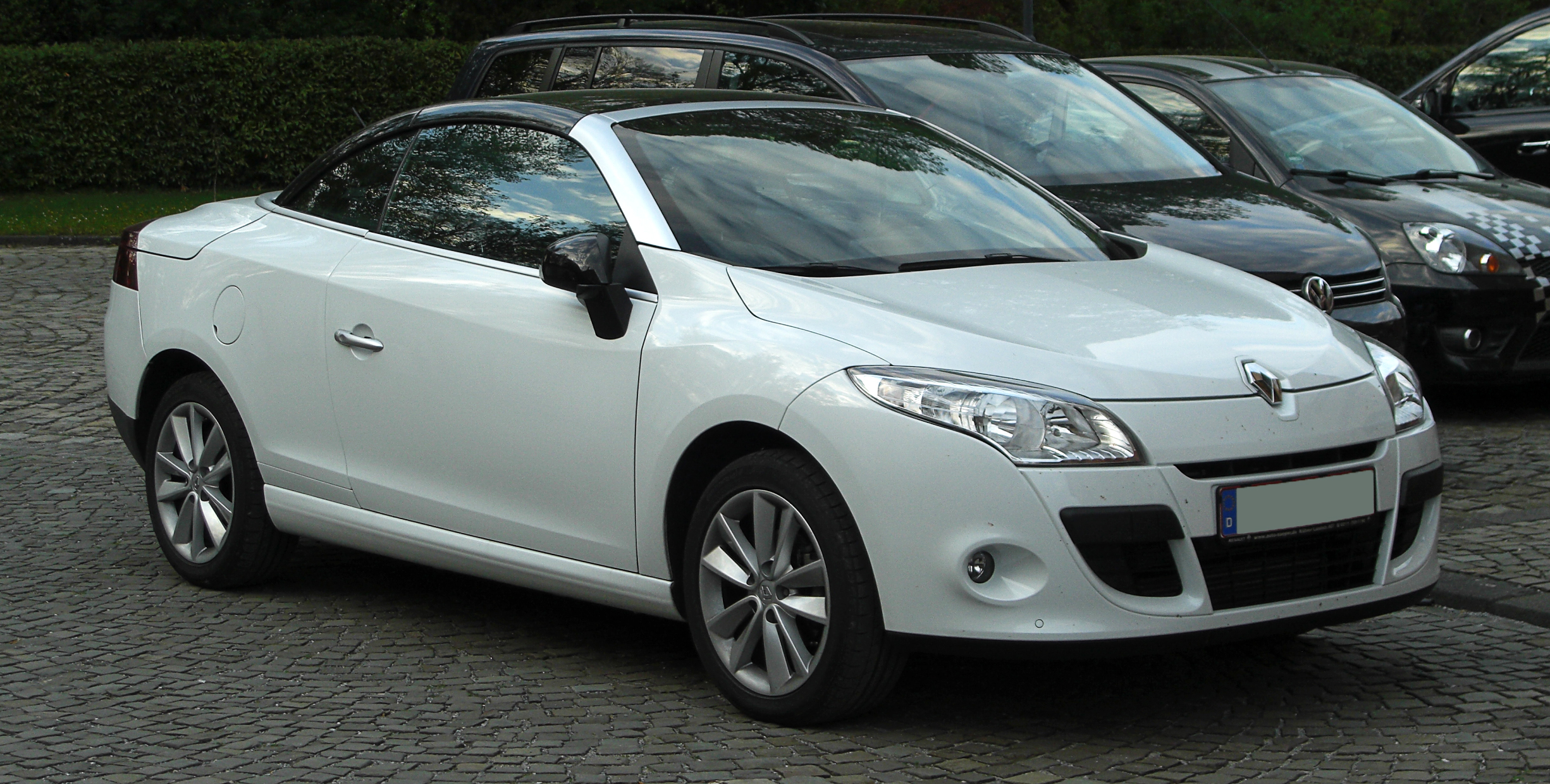
Vista anteriore di una Mégane III CC

Presentata al Salone dell'automobile di Ginevra del 2010, la coupé-cabriolet basata sulla terza generazione della Mégane presenta un frontale dallo stile simile a quello adottato dalla coupé. Di quest'ultima vengono infatti riprese le prese d'aria triangolari sul paraurti anteriore, ma questa volta verniciate in tinta con la carrozzeria anziché in contrasto con quest'ultima. Della vecchia Mégane CC viene ripreso il contenuto del tetto rigido ripiegabile in vetro, che assicura una grande luminosità nell'abitacolo anche in configurazione chiusa. Tale tetto scende disegnando una curva ad arco verso la parte posteriore, dove si trovano i nuovi gruppi ottici dal disegno completamente inedito, di forma romboidale ed avvolgenti sia nella zona del parafango posteriore, sia nella zona dello sportello del vano bagagli. Quest'ultimo dà accesso ad un bagagliaio della capacità di 417 litri, che si riducono a soli 211 quando il tetto è ripiegato all'interno. Quanto ai motori, la gamma della CC è stata prevista al suo debutto con un solo motore a benzina, ossia il 1.4 TCe da 130 CV, più due motori a gasolio, vale a dire il 1.5 dCi da 110 CV ed il 1.9 dCi da 130 CV. In alcuni mercati è stato previsto anche il 2 litri TCe da 180 CV e quello aspirato con cambio CVT da 140 CV.
La CC era nata su una versione leggermente accorciata del pianale della Mégane berlina. La misura del passo, scesa da 2.641 a 2.609 mm, abbinata invece ad un sostanziale aumento della lunghezza del corpo vettura, ha causato un aumento degli sbalzi, in particolare quello posteriore, dando luogo ad uno di quei casi frequenti di cabriolet non perfettamente bilanciate dal punto di vista delle proporzioni della carrozzeria. Ciò è stato percepito anche dalla potenziale clientela della vettura, che ne ha criticato le stesse caratteristiche.
Nel 2011, in alcuni mercati il 1.4 TCe venne sostituito da un meno brillante 1.6 a benzina da 110 CV, mentre nel 2012, in seguito al lieve restyling dell'intera gamma non si ebbero però novità particolari alla gamma motori.

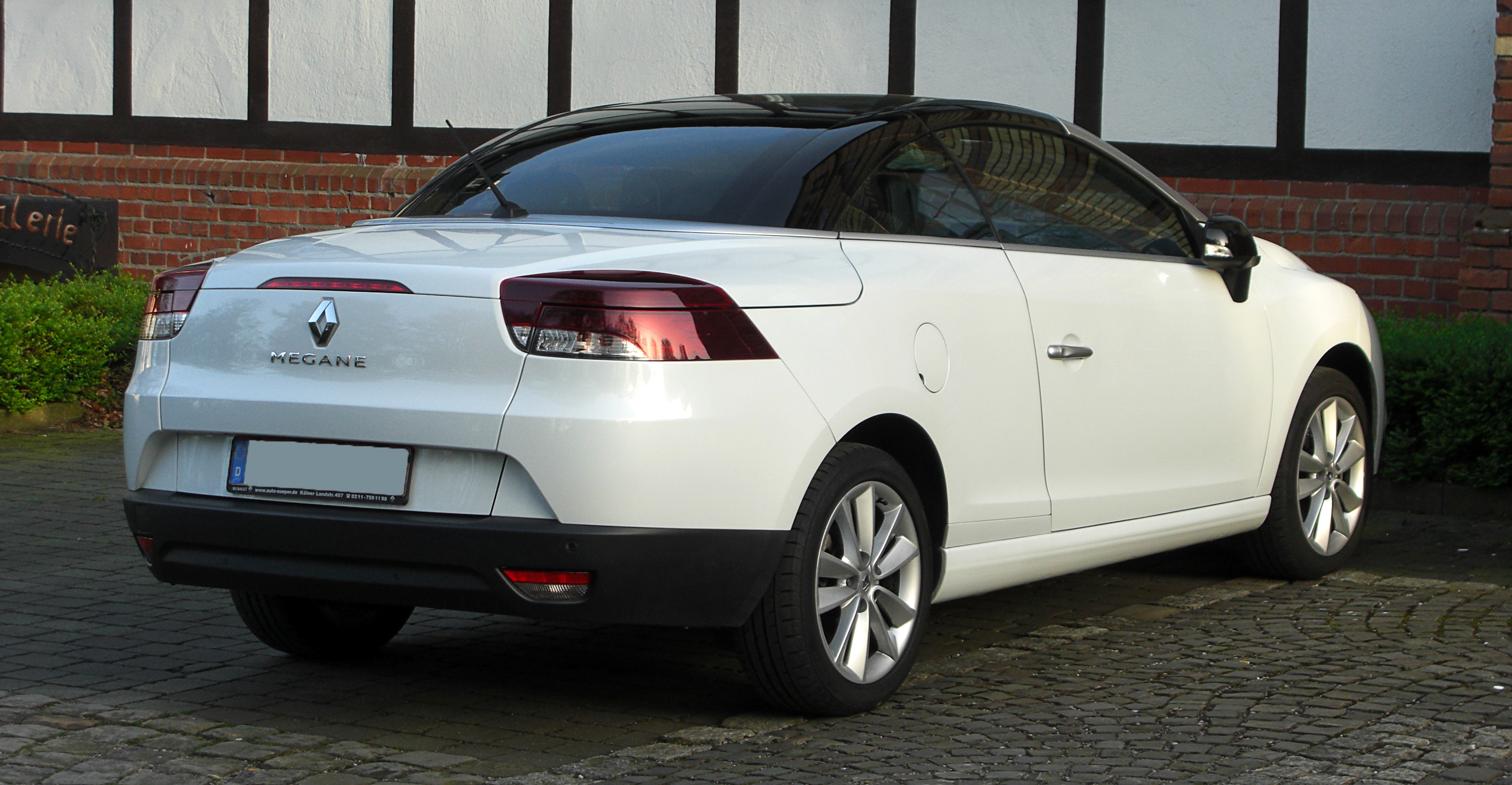
Vista posteriore di una Mégane III CC

Sempre per quanto riguarda questa evoluzione differenziata della gamma tra un Paese e l'altro, va anche ricordato il debutto del 1.6 dCi da 130 CV nella primavera del 2012, in occasione del primo restyling della Mégane. Tale motore, tuttavia non venne introdotto in tutti i mercati, ad esempio in quello italiano continuò ad essere proposto il più grosso e meno moderno motore 1.9 dCi di pari potenza.
Al Salone di Ginevra del 2013, invece, la CC è stata proposta in un allestimento denominato Floride (in omaggio all'omonima Renault d'inizio anni sessanta). Nonostante lo scarso successo, la Mégane CC ha continuato a sopravvivere nei listini dei principali mercati, con qualche eccezione. In Italia, ad esempio, negli ultimi mesi del 2013 la CC è stata tolta dai listini. In molti altri Paesi, invece, la Mégane CC ha continuato ad essere presente, ed anzi, è stata sottoposta al nuovo restyling previsto per il MY'14 e che ha visto la vettura uniformarsi agli standard stilistici delle altre Mégane e degli altri modelli della gamma. Quanto ai motori, le novità riguardano il debutto del 1.2 TCe da 130 CV.
Ma nel 2015, la versione CC esce definitivamente anche dai listini dove era ancora disponibile.

### Tabella riepilogativa
Di seguito vengono riportate le caratteristiche relative alle varie versioni previste per la gamma della Mégane III:
| Renault Mégane III (dal 2008) |                                |             |                |                                       |                |               |                    |                    |              |                     |                    |                       |                    |
| Modello | Carrozzeria                    | Motore      | Cilindrata cm³ | Alimentazione                         | Potenza CV/rpm | Coppia Nm/rpm | Cambio/ N°rapporti | Massa a vuoto (kg) | Velocità max | Acceler. 0–100 km/h | Consumo (l/100 km) | Emissioni CO2/ (g/km) | Anni di produzione |
| Versioni a benzina |                                |             |                |                                       |                |               |                    |                    |              |                     |                    |                       |                    |
| Mégane 1.2 TCe (115 CV) | Berlina                        | H5Ft        | 1197           | Iniez. elettronica + turbocompressore | 115/4500       | 190/2000      | M/6                | 1.205              | 190          | 10"9                | 5.5                | 119                   | 2012-15            |
| Mégane 1.2 TCe (115 CV) | Station Wagon                  | H5Ft        | 1197           | Iniez. elettronica + turbocompressore | 115/4500       | 190/2000      | M/6                | 1.284              | 190          | 11"2                | 5.5                | 119                   | 2012-16            |
| Mégane 1.2 TCe (115 CV) | Coupé                          | H5Ft        | 1197           | Iniez. elettronica + turbocompressore | 115/4500       | 190/2000      | M/6                | 1.205              | 190          | 10"9                | 5.5                | 119                   | 2012-15            |
| Mégane 1.2 TCe (130cv) | Berlina                        | H5Ft        | 1197           | Iniez. elettronica + turbocompressore | 130/5500       | 205/2000      | M/6                | 1.205              | 200          | 9"8                 | 5.4                | 124                   | 2014-15            |
| Mégane 1.2 TCe (130cv) | Station Wagon                  | H5Ft        | 1197           | Iniez. elettronica + turbocompressore | 130/5500       | 205/2000      | M/6                | 1.284              | 200          | 10"                 | 5.4                | 124                   | 2014-16            |
| Mégane 1.2 TCe (130cv) | Coupé                          | H5Ft        | 1197           | Iniez. elettronica + turbocompressore | 130/5500       | 205/2000      | M/6                | 1.205              | 200          | 9"8                 | 5.4                | 124                   | 2014-16            |
| Mégane 1.2 TCe (130cv) | Coupé-Cabriolet                | H5Ft        | 1197           | Iniez. elettronica + turbocompressore | 130/5500       | 205/2000      | M/6                | 1.444              | 200          | 11"                 | 7                  | 152                   | 2014-15            |
| Mégane 1.4 TCe | Berlina                        | HJ4t        | 1397           | Iniez. elettronica + turbocompressore | 130/5500       | 190/2250      | M/6                | 1.205              | 200          | 10"5                | 6.9                | 153                   | 2009-13            |
| Mégane 1.4 TCe | Station Wagon                  | HJ4t        | 1397           | Iniez. elettronica + turbocompressore | 130/5500       | 190/2250      | M/6                | 1.240              | 200          | 9"9                 | 6.9                | 153                   | 2009-13            |
| Mégane 1.4 TCe | Coupé                          | HJ4t        | 1397           | Iniez. elettronica + turbocompressore | 130/5500       | 190/2250      | M/6                | 1.195              | 205          | 9"6                 | 6.9                | 153                   | 2009-13            |
| Mégane 1.4 TCe | Coupé-Cabriolet                | HJ4t        | 1397           | Iniez. elettronica + turbocompressore | 130/5500       | 190/2250      | M/6                | 1.425              | 200          | 10"7                | 7.7                | 169                   | 2010-13            |
| Mégane 1.6 16v | Berlina                        | K4M         | 1598           | Iniezione elettronica                 | 110/6000       | 151/4250      | M/6                | 1.215              | 195          | 10"5                | 7.2                | 162                   | 2008-151           |
| Mégane 1.6 16v | Station Wagon                  | K4M         | 1598           | Iniezione elettronica                 | 110/6000       | 151/4250      | M/6                | 1.275              | 195          | 10"8                | 7.3                | 162                   | 2009-151           |
| Mégane 1.6 16v | Coupé                          | K4M         | 1598           | Iniezione elettronica                 | 110/6000       | 151/4250      | M/6                | 1.205              | 195          | 10"5                | 7.2                | 162                   | 2009-151           |
| Mégane 1.6 16v | Coupé-Cabriolet                | K4M         | 1598           | Iniezione elettronica                 | 110/6000       | 151/4250      | M/6                | 1.355              | 190          | 12"2                | 7.6                | 175                   | 2011-132           |
| Mégane 2.0 CVT | Berlina                        | F4R         | 1998           | Iniezione elettronica                 | 140/6000       | 195/3750      | CVT                | 1.275              | 195          | 10"3                | 8                  | 175                   | 2008-12            |
| Mégane 2.0 CVT | Station Wagon                  | F4R         | 1998           | Iniezione elettronica                 | 140/6000       | 195/3750      | CVT                | -                  | 195          | -                   | 8                  | 180                   | 2009-12            |
| Mégane 2.0 CVT | Coupé                          | F4R         | 1998           | Iniezione elettronica                 | 140/6000       | 195/3750      | CVT                | 1.275              | 195          | 10"3                | 8                  | 175                   | 2009-12            |
| Mégane 2.0 CVT | Coupé-Cabriolet                | F4R         | 1998           | Iniezione elettronica                 | 140/6000       | 195/3750      | CVT                | -                  | -            | -                   | 8.4                | 184                   | 2010-15            |
| Mégane 2.0 TCe (180 CV) | Berlina                        | F4R-T       | 1998           | Iniez. elett. + turbocompressore      | 180/5500       | 300/2250      | M/6                | 1.255              | 220          | 7"8                 | 7.7                | 178                   | 2009-10            |
| Mégane 2.0 TCe (180 CV) | Station Wagon                  | F4R-T       | 1998           | Iniez. elett. + turbocompressore      | 180/5500       | 300/2250      | M/6                | -                  | 220          | -                   | -                  | -                     | 2009-12            |
| Mégane 2.0 TCe (180 CV) | Coupé                          | F4R-T       | 1998           | Iniez. elett. + turbocompressore      | 180/5500       | 300/2250      | M/6                | 1.320              | 230          | 7"8                 | 8                  | 178                   | 2009-10            |
| Mégane 2.0 TCe (180 CV) | Coupé-Cabriolet                | F4R-T       | 1998           | Iniez. elett. + turbocompressore      | 180/5500       | 300/2250      | M/6                | 1.540              | 225          | 8"6                 | 8.6                | 188                   | 2010-12            |
| Mégane 2.0 TCe (190 CV) | Berlina                        | F4R-T       | 1998           | Iniez. elett. + turbocompressore      | 190/5500       | 300/2000      | M/6                | 1.294              | 235          | 7"7                 | 7.4                | 162                   | 2012-153           |
| Mégane 2.0 TCe (190 CV) | Station Wagon                  | F4R-T       | 1998           | Iniez. elett. + turbocompressore      | 190/5500       | 300/2000      | M/6                | 1.363              | 230          | 7"7                 | 7.4                | 162                   | 2012-153           |
| Mégane 2.0 TCe (190 CV) | Coupé                          | F4R-T       | 1998           | Iniez. elett. + turbocompressore      | 190/5500       | 300/2000      | M/6                | 1.294              | 235          | 7"7                 | 7.4                | 162                   | 2012-153           |
| Mégane 2.0 TCe (220 CV) | Station Wagon                  | F4R-T       | 1998           | Iniez. elett. + turbocompressore      | 220/5500       | 340/2400      | M/6                | 1.401              | 240          | 7"6                 | 8.7                | 169                   | 2012-153           |
| Mégane GT220 | Berlina                        | F4R-T       | 1998           | Iniez. elett. + turbocompressore      | 220/5500       | 340/2400      | M/6                | 1.381              | 240          | 7"6                 | -                  | 169                   | 2015               |
| Mégane GT220 | Station Wagon                  | F4R-T       | 1998           | Iniez. elett. + turbocompressore      | 220/5500       | 340/2400      | M/6                | 1.401              | 240          | 7"6                 | -                  | 169                   | 2015               |
| Mégane GT220 | Coupé                          | F4R-T       | 1998           | Iniez. elett. + turbocompressore      | 220/5500       | 340/2400      | M/6                | 1.381              | 240          | 7"6                 | -                  | 169                   | 2015               |
| Mégane 2.0 16v RS | Coupé                          | F4R-T       | 1998           | Iniez. elett. + turbocompressore      | 250/5500       | 340/3000      | M/6                | 1.312              | 250          | 6"1                 | 8.9                | 195                   | 2009-2012          |
| Mégane 2.0 16v RS | Coupé                          | F4R-T       | 1998           | Iniez. elett. + turbocompressore      | 265/5500       | 360/3000      | M/6                | 1.354              | 255          | 6"                  | 7.6                | 174                   | 2012-15            |
| Mégane 2.0 16v RS | Coupé                          | F4R-T       | 1998           | Iniez. elett. + turbocompressore      | 275/5500       | 360/3000      | M/6                | 1.379              | 255          | 6"                  | 7.6                | 174                   | 2016               |
| Mégane 2.0 16v RS Trophy | Coupé                          | F4R-T       | 1998           | Iniez. elett. + turbocompressore      | 265/5500       | 360/3000      | M/6                | 1.354              | 255          | 6"                  | 8.7                | 190                   | 2011-12            |
| Mégane RS Trophy 275 | Coupé                          | F4R-T       | 1998           | Iniez. elett. + turbocompressore      | 275/5500       | 360/3000      | M/6                | 1.394              | 255          | 5"8                 | 7.6                | 174                   | 2014-15            |
| Versioni a gasolio |                                |             |                |                                       |                |               |                    |                    |              |                     |                    |                       |                    |
| Mégane 1.5 dCi (90 CV) | Berlina                        | K9K         | 1461           | Turbodiesel common rail               | 90/4000        | 200/1750      | M/5                | 1.215              | 180          | 12"5                | 4.6                | 115                   | 2008-13            |
| Mégane 1.5 dCi (90 CV) | Station Wagon                  | K9K         | 1461           | Turbodiesel common rail               | 90/4000        | 200/1750      | M/5                | 1.250              | 180          | 12"9                | 4.6                | 115                   | 2009-13            |
| Mégane 1.5 dCi (105CV) | Berlina                        | K9K         | 1461           | Turbodiesel common rail               | 105/4000       | 240/1750      | M/6                | 1.215              | 190          | 12"3                | 4.2                | 106                   | 2014-15            |
| Mégane 1.5 dCi (105CV) | Station Wagon                  | K9K         | 1461           | Turbodiesel common rail               | 105/4000       | 240/1750      | M/6                | 1.280              | 190          | 12"3                | 4.2                | 106                   | 2014-16            |
| Mégane 1.5 dCi (110 CV) | Berlina                        | K9K Energy7 | 1461           | Turbodiesel common rail               | 110/4000       | 260/1750      | M/64               | 1.215              | 190          | 10"5                | 4.5                | 1145                  | 2008-15            |
| Mégane 1.5 dCi (110 CV) | Coupé                          | K9K Energy7 | 1461           | Turbodiesel common rail               | 110/4000       | 260/1750      | M/64               | 1.205              | 190          | 10"5                | 4.5                | 1145                  | 2009-16            |
| Mégane 1.5 dCi (110 CV) | Station Wagon                  | K9K Energy7 | 1461           | Turbodiesel common rail               | 110/4000       | 260/1750      | M/64               | 1.265              | 190          | 10"5                | 4.5                | 1145                  | 2009-16            |
| Mégane 1.5 dCi (110 CV) | Coupé-Cabriolet                | K9K Energy7 | 1461           | Turbodiesel common rail               | 110/4000       | 260/1750      | M/64               | 1.435              | 190          | 11"8                | 5.3                | 133                   | 2010-15            |
| Mégane 1.6 dCi | Berlina                        | R9M         | 1598           | Turbodiesel common rail               | 130/4000       | 320/1750      | M/6                | 1.320              | 200          | 9"8                 | 4.2                | 104                   | 2012-15            |
| Mégane 1.6 dCi | Station Wagon                  | R9M         | 1598           | Turbodiesel common rail               | 130/4000       | 320/1750      | M/6                | 1.320              | 200          | 10"1                | 4.2                | 104                   | 2012-16            |
| Mégane 1.6 dCi | Coupé                          | R9M         | 1598           | Turbodiesel common rail               | 130/4000       | 320/1750      | M/6                | 1.320              | 200          | 9"8                 | 4.2                | 104                   | 2012-16            |
| Mégane 1.6 dCi | Coupé-Cabriolet                | R9M         | 1598           | Turbodiesel common rail               | 130/4000       | 320/1750      | M/6                | 1.460              | 205          | 10"8                | 4.6                | 115                   | 2012-15            |
| Mégane 1.9 dCi | Berlina                        | F9Q         | 1870           | Turbodiesel common rail               | 130/3750       | 300/1750      | M/6                | 1.320              | 205          | 9"5                 | 5.3                | 135                   | 2008-12            |
| Mégane 1.9 dCi | Station Wagon                  | F9Q         | 1870           | Turbodiesel common rail               | 130/3750       | 300/1750      | M/6                | 1.366              | 205          | 9"8                 | 5.3                | 122                   | 2009-12            |
| Mégane 1.9 dCi | Coupé                          | F9Q         | 1870           | Turbodiesel common rail               | 130/3750       | 300/1750      | M/6                | 1.320              | 210          | 9"5                 | 5.3                | 135                   | 2009-12            |
| Mégane 1.9 dCi | Coupé-Cabriolet                | F9Q         | 1870           | Turbodiesel common rail               | 130/3750       | 300/1750      | M/6                | 1.465              | 205          | 10"6                | 6                  | 149                   | 2010-126           |
| Mégane 2.0 dCi (150 CV) | Berlina                        | M9R         | 1995           | Turbodiesel common rail               | 150/3750       | 340/2000      | A/6                | 1.332              | 210          | 9"2                 | 6.6                | 175                   | 2009-12            |
| Mégane 2.0 dCi (150 CV) | Station Wagon                  | M9R         | 1995           | Turbodiesel common rail               | 150/3750       | 340/2000      | A/6                | 1.449              | 210          | 9"5                 | 6.6                | 175                   | 2009-12            |
| Mégane 2.0 dCi (150 CV) | Coupé                          | M9R         | 1995           | Turbodiesel common rail               | 150/3750       | 340/2000      | A/6                | 1.397              | 210          | 9"2                 | 6.6                | 175                   | 2009-12            |
| Mégane 2.0 dCi (160 CV) | Berlina                        | M9R         | 1995           | Turbodiesel common rail               | 160/3750       | 380/2000      | M/6                | 1.311              | 215          | 8"7                 | 6.2                | 155                   | 2009-12            |
| Mégane 2.0 dCi (160 CV) | Station Wagon                  | M9R         | 1995           | Turbodiesel common rail               | 160/3750       | 380/2000      | M/6                | 1.350              | 215          | 8"8                 | 5.9                | 155                   | 2009-123           |
| Mégane 2.0 dCi (160 CV) | Coupé                          | M9R         | 1995           | Turbodiesel common rail               | 160/3750       | 380/2000      | M/6                | 1.375              | 220          | 8"5                 | 6.2                | 155                   | 2009-12            |
| Mégane 2.0 dCi (160 CV) | Coupé-Cabriolet                | M9R         | 1995           | Turbodiesel common rail               | 160/3750       | 380/2000      | M/6                | 1.550              | 215          | 9"4                 | 6.7                | 175                   | 2010-133           |
| Mégane 2.0 dCi (165 CV) | Berlina                        | M9R         | 1995           | Turbodiesel common rail               | 165/3750       | 380/2000      | M/6                | 1.380              | 215          | 8"5                 | 5.6                | 145                   | 2012-15            |
| Mégane 2.0 dCi (165 CV) | Station Wagon                  | M9R         | 1995           | Turbodiesel common rail               | 165/3750       | 380/2000      | M/6                | 1.464              | 215          | 8"5                 | 5.8                | 145                   | 2012-15            |
| Mégane 2.0 dCi (165 CV) | Coupé                          | M9R         | 1995           | Turbodiesel common rail               | 165/3750       | 380/2000      | M/6                | 1.380              | 215          | 8"5                 | 5.8                | 145                   | 2012-15            |
| Versioni a carburanti alternativi |                                |             |                |                                       |                |               |                    |                    |              |                     |                    |                       |                    |
| Mégane 1.6 16v GPL | Berlina                        | K4M         | 1598           | Iniez. elett. + GPL                   | 105/6000       | 148/4250      | M/6                | 1.265              | 195          | 10"5                | 7.3                | 163                   | 2008-12            |
| Mégane 1.6 16v GPL | Station Wagon                  | K4M         | 1598           | Iniez. elett. + GPL                   | 105/6000       | 148/4250      | M/6                | 1.330              | 190          | 10"8                | 7.7                | 168                   | 2010-12            |
| Mégane 1.6 E85 | Berlina, Coupé e Station Wagon | K4M         | 1598           | Iniez.elett. + Bioetanolo             | 110/6000       | 151/4250      | M/6                | 1.330              | 195          | 10"5                | 8.4                | 158                   | 2009-153           |
| Note: 1Dal 2011 solo per alcuni mercati, tra cui l'Italia, ma non più, per esempio, in Francia 2Solo per alcuni mercati tra cui quello italiano 3Solo per alcuni mercati, non per l'Italia 4A richiesta, cambio EDC a doppia frizione 5Se presente il dispositivo Stop&Start, le emissioni scendono a 90 g/km 6Fino al 2013 per il mercato italiano 7Il motore Energy è disponibile dal 04/2012. |                                |             |                |                                       |                |               |                    |                    |              |                     |                    |                       |                    |

### La Mégane Trophy

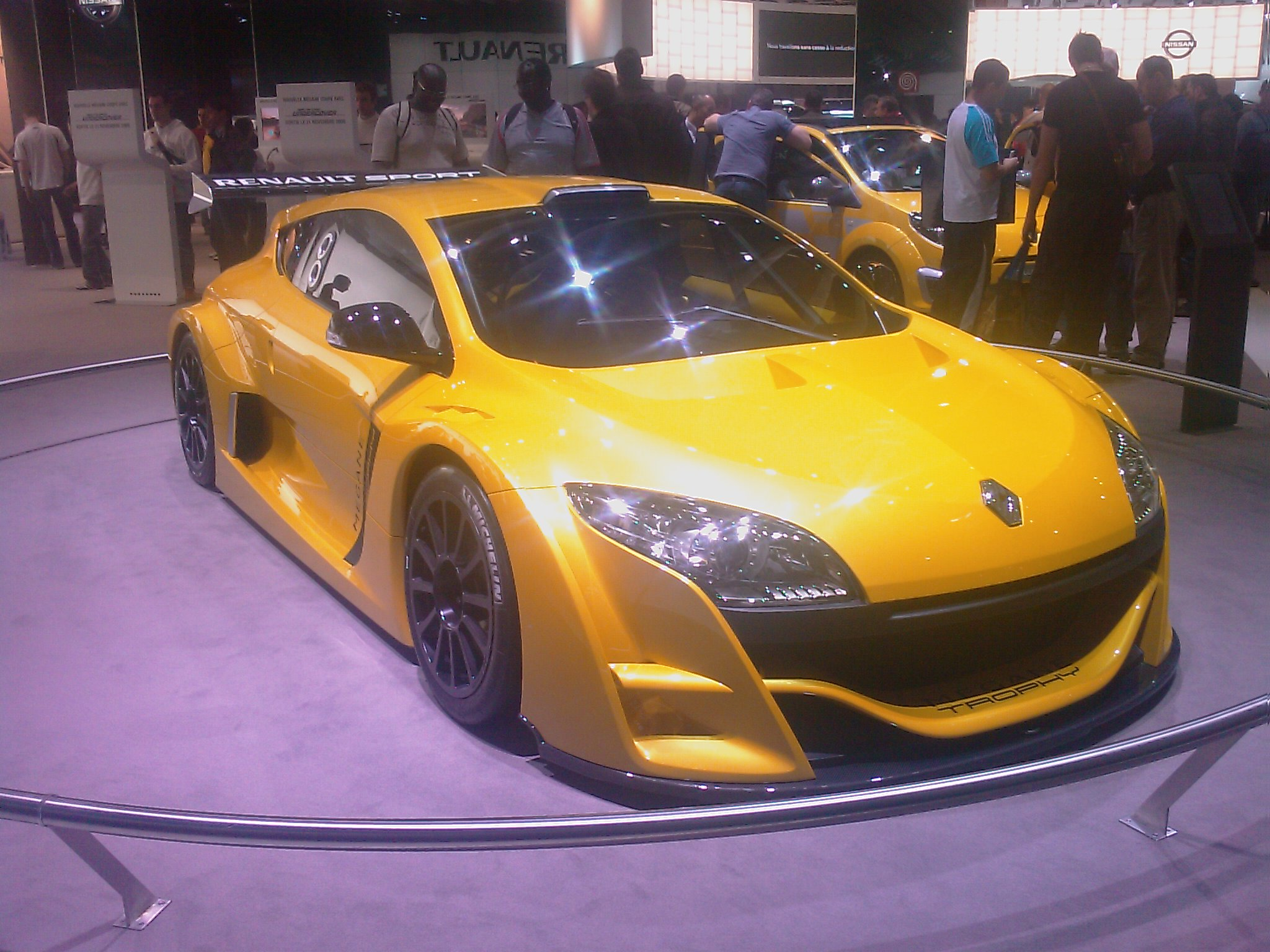
Una Mégane Trophy

Contemporaneamente al lancio della terza generazione della Mégane, al Salone di Parigi del 2008 venne presentata anche la vettura destinata al campionato monomarca Mégane Trophy ed ispirata nelle forme alla nuova segmento C della Renault. Solo la carrozzeria ricorda quella della nuova Mégane, ma la base tecnica è invece stata ripresa dalla precedente Mégane Trophy, e quindi ecco che anche in questo caso la struttura è di tipo tubolare, mentre le sospensioni sono a quadrilateri sovrapposti. Anche il motore è lo stesso V6 da 3.5 litri della famiglia VQ con potenza massima portata da 330 a 360 CV.

La carrozzeria è in materiali composti, assai più leggeri che non la normale lamiera, ed è stata sottoposta a ridisegnamenti volti ad ottimizzarne il coefficiente di penetrazione aerodinamica, ma anche i valori di deportanza.